# Romus et Rapidus
Romus et Rapidus (eerder La Descente du Styx) is een wildwaterbaan van het type rapid river in het Franse attractiepark Parc Astérix.

## Algemene gegevens
De Zwitserse attractiebouwer Intamin AG construeerde de attractie die op 30 april 1989 werd geopend. De totale baanlengte bedraagt 540 m. Oorspronkelijk was de naam van de attractie La Descente du Styx en was het thema de mythologische rivier Styx. Ten tijde van de naamsverandering, geïnspireerd door de mythologische stichters van Rome, Romulus en Remus, kreeg de attractie een Romeins thema qua uitvoering.

## Ongeluk
Op 5 juli 2006 verdronk een Belgisch jongetje van zes in de toen geheten La Descente du Styx. Het kind stond op voordat de boot het einde van de baan had bereikt en viel overboord toen een andere boot achterop botste. Een begeleider en omstander doken het water in, maar konden de jongen niet direct vinden. Twintig minuten later werd de jongen gevonden maar reanimatie mocht niet meer baten.
Afbeeldingen · Lijst van attracties